# 道行旅路の花聟
『道行旅路の花聟』（みちゆきたびじのはなむこ）とは、歌舞伎および日本舞踊の演目のひとつ。通称『落人』（おちうど）。

## 解説
天保4年（1833年）3月、江戸河原崎座で『仮名手本忠臣蔵』が上演されたが、このときの番付には「十一段の裏表新狂言二十二幕」とあり、これは『仮名手本忠臣蔵』全十一段を「表」すなわち本来の幕とし、その段毎に「裏」として新しい幕を付け加えるという「裏表」の趣向で演じられたもので、『道行旅路の花聟』はこのとき三段目の「裏」として出された清元節による所作事であった。三升屋二三治の作で作曲は清元栄治郎。内容は、腰元おかると逢引していてお家の大事に居合わせることができなかった早野勘平が、おかるの実家のある山城国山崎へとおかるとともに落ちのびてゆく。そこへ鷺坂伴内が手下を連れやってきて両人にからむというもので、歌舞伎所作事の代表的な演目として知られる。

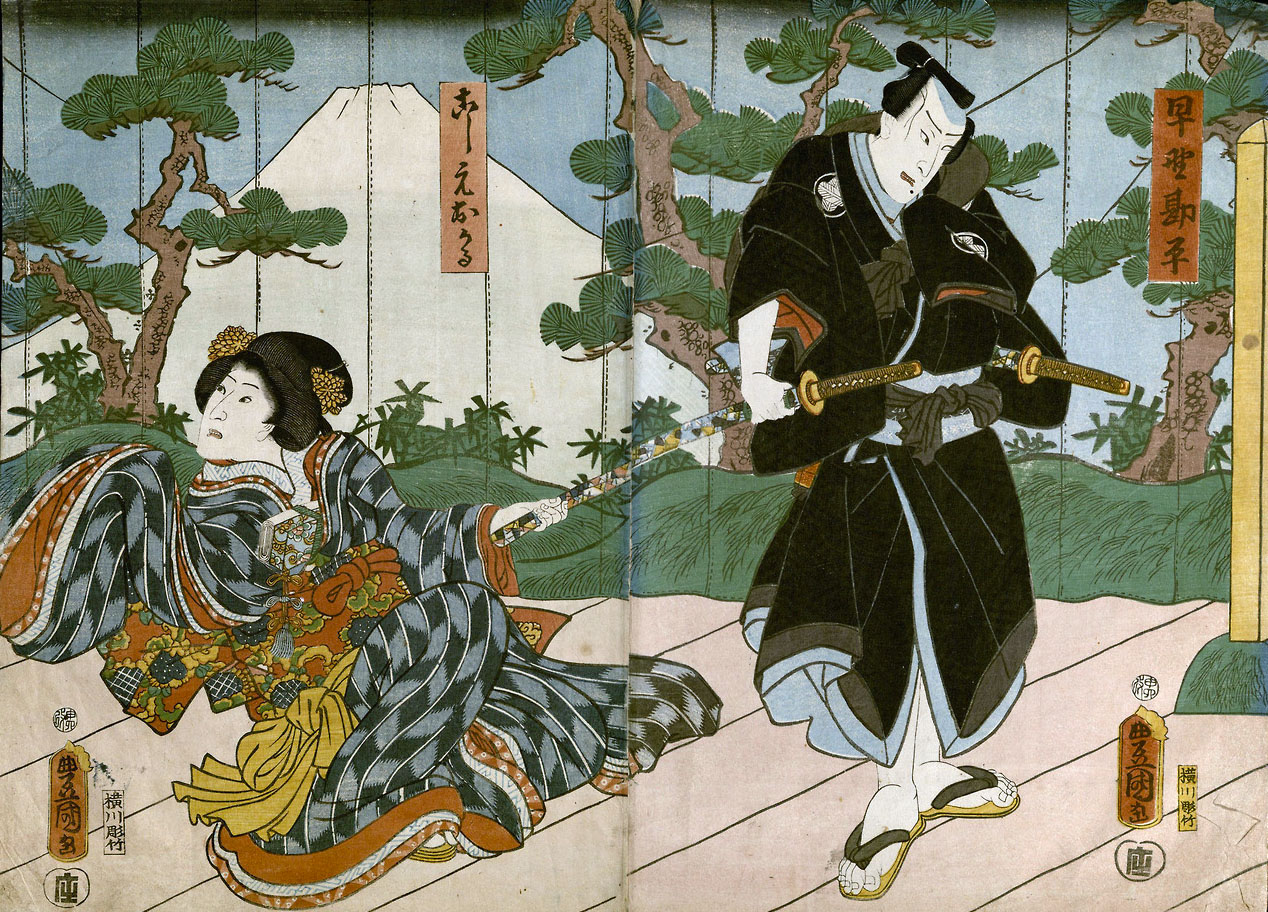
『旅路の花聟』　初代中村福助の早野勘平、四代目尾上菊五郎のこし元おかる。三段目所作事。万延元年（1860年）4月、江戸中村座。三代目歌川豊国画。

『落人』の通称は、「落人も、見るかや野辺に若草の、すすき尾花はなけれども…」という清元の語り出しで始まることによるが、これは義太夫浄瑠璃『けいせい恋飛脚』の「新口村」にある文句を少し変えて転用したものである。その他の詞章についても『仮名手本忠臣蔵』三段目の「裏門」から多くを拝借しており、「裏門」を書替えた所作事となっている。古くは初演の通りに三段目の次に出されたが、現在『仮名手本忠臣蔵』が通しで上演される際には、四段目の後に上演されている。
本来は花道からおかる勘平が登場したが、現在では本舞台で浅葱幕を切って落とすと一面の菜の花の春景色、遠くに富士が見えるのを背景に、おかると勘平が舞台中央に立っていることが多い。おかるは矢絣模様の着付けに縦やの字帯の御殿女中のこしらえ（場合によっては景事であることを重んじて好みの振袖）、勘平は黒の紋付の着流しに東からげで折り畳んだ裃を背負う。場所は戸塚の山中という設定である。六代目尾上梅幸によれば、おかるの着付けはこの場では矢絣にするのが本来で、御殿模様などにするのは上方の型によるものだろうという。
「落人も…」の浄瑠璃でよろしく振りあって、勘平はしばしここで旅の疲れを休めようとおかるに言う。このとき初演ではちょうちん芸平という旅奴が出たが、現在は出ない。やがて二人は将来のことを語りあう。勘平が武士としての不心得、主君塩冶判官へ申しわけなさのあまり、ここで切腹すべく刀を抜こうとすると、おかるは刀を取り上げ、「それその時のうろたえ者には誰がした」と自分にも責めはある、短気をおこさずともかくも自分の在所にまでいっしょに落ちのびてくれ、あなたを亭主として充分暮しのたつようにしてみせるとかき口説く。この口説きが見どころ、聞きどころのひとつである。このまま腹を切ればわたしも生きてはおられぬ、それでは人は勘平は不義の心中をしたと言うだろうというおかるの言葉に、生きていればお詫びのかなう日もきっとこようと勘平も気をとりなおし、道を急ぐことにする。

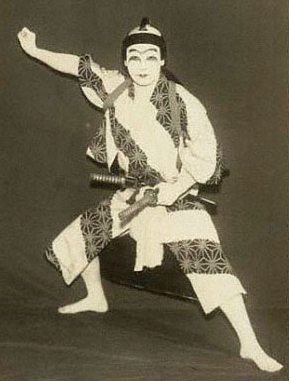
『道行旅路の花聟』　二代目尾上松緑の鷺坂伴内。昭和12年（1937年）1月、東京歌舞伎座。

折からそこへ高師直の家来でかねてよりおかるに横恋慕する鷺坂伴内が、襦袢ひとつに襷がけ、鉢巻の格好で手勢（花四天）を引きつれ登場し、勘平たちを見て「ヤア勘平、うぬが主人の塩冶判官高定と、おらが旦那の師直公が、何か知らぬが殿中において…」と清元の三味線に合せた「ノリ地」という科白、そしておかるを連れてゆこうとする。すると勘平は「よい所に鷺坂伴内、おのれ一羽で食いたらねど、勘平が腕の細葱（ほそねぶか）、料理塩梅食ろうて見ろエ」と、伴内たちを散々にやっつける。舞踊で戦いを表現する「所作ダテ」と呼ばれるはなやかな場面である。花四天たちの持つ得物は桜の枝で表される。最後に鷺坂伴内が「勘平覚悟！」と刀で斬りかかるが、当然敵わず、すごすごと舞台後ろに引っ込む際の独特の刀の持ち方は、鷺坂伴内の名に因んだ鳥の鷺の姿を表している。
勘平は伴内たちを追い払ったあと、「塒（ねぐら）を離れ鳴く烏、可愛い可愛いの夫婦（めおと）づれ、先は急げど心はあとへ、お家の安否如何ぞと、案じゆくこそ道理なれ」の浄瑠璃でおかるを連れ、意気揚々と花道にかかる。そこへ再び伴内が現れて、「勘平待て」と声をかける。勘平「なんぞ用か」、伴内「その用は…無い」、勘平「馬鹿め」とここで幕引きを告げる析の音、伴内は尻餅をつく。伴内が両人をなおも追うべく花道に行こうとすると、花道ツケ際で引かれてくる幕により、狭まる舞台空間に押されて上手に引っ込むというメタフィクション的な演出があり、この演目に限り幕が舞台下手から上手に向かって引かれ（通常は逆）、いつの間にか伴内は客席側へ出て自分で幕引きをするというめずらしい演出で、客席から伴内役の役者名の屋号の声があった場合などは、幕を引きながら客席に向かって手を振るという道化もある。そのあと幕外で勘平がおかるを連れてよろしく向う揚幕へと入る。
伴内は道外方の役柄で腕達者な俳優が受け持つが、幹部級も御馳走（特別出演）で演じることも多く客席を喜ばせる。

## 初演の時の主な役割
- 早野勘平…五代目市川海老蔵
- こしもとおかる…三代目尾上菊五郎
- 鷺坂伴内…尾上梅五郎　※初演時の絵本番付には演者を「梅五郎」と記すが、辻番付と役割番付には「尾上満五郎」とある。